# Theta Coronae Australis
Theta Coronae Australis (15 Coronae Australis) é uma estrela na direção da constelação de Corona Australis. Possui uma ascensão reta de 18h 33m 30.16s e uma declinação de −42° 18′ 44.9″. Sua magnitude aparente é igual a 4.62. Considerando sua distância de 867 anos-luz em relação à Terra, sua magnitude absoluta é igual a −2.50. Pertence à classe espectral G5III.